# あしたは晴れる
『あしたは晴れる』（あしたははれる）は、1997年6月2日から8月1日に、毎日放送の制作でTBS系列の「ドラマ30」枠で放送された昼のテレビドラマ。放送時間は月曜から金曜の13:30-14:00（JST）。全9週、45回。

## あらすじ
北海道の牧場で働いていた矢吹あやめは、牧場の閉鎖により失業する。あやめは家政婦紹介業を営む叔母を頼って上京。失敗続きでも頑張っていたあやめだったが、皮肉にも牧場を閉鎖に追い込んだ建設会社に勤める佐伯圭介の家で、家政婦として働くことになる。圭介は妻を亡くし、それまで妻に任せきりだった3人の娘に向き合おうとしていた。当初、圭介や娘たちに反発されながらも次第に佐伯家に受け入れられる。

## キャスト
- 矢吹あやめ：熊谷真実
- 佐伯圭介：梨本謙次郎
- 大平加奈子：上月左知子
- 佐伯すみれ：宮城秋菜
- 佐伯はるか：山本奈々
- 佐伯亜美：中田麻友
- 佐伯友利子：押谷かおり
- 桜井淳士：宮川浩
- 長瀬真弓：武田京子
- 立石明子：久野麻子
- 加納悦子：園佳也子

## スタッフ
- 脚本：森下直、森脇京子
- 演出：芝野昌之、鐘江稔（MBS企画）
- 音楽：渡辺博也
- 制作：伊東雄三
- プロデューサー：藪内広之
- 企画：永澤慶樹

## 主題歌
- スターダストレビュー「愛してるの続き」
作詞:並河祥太/作曲:根本要/編曲:十川知司･スターダストレビュー